# 4847 Amenhotep
4847 Amenhotep eller 6787 P-L är en asteroid i huvudbältet som upptäcktes den 24 september 1960 av den nederländsk-amerikanske astronomen Tom Gehrels och det nederländska astronomparet Ingrid van Houten-Groeneveld och Cornelis Johannes van Houten vid Palomarobservatoriet. Den är uppkallad efter de egyptiska faraonerna Amenhotep I, Amenhotep II, Amenhotep III och Amenhotep IV.
Asteroiden har en diameter på ungefär 3 kilometer.